# Tribonanthes
Tribonanthes es un género de plantas de la familia Haemodoraceae.  Es originario del suroeste de Australia. Comprende 10 especies descritas y de estas, solo 6 aceptadas.

## Taxonomía
El género fue descrito por  Stephan Ladislaus Endlicher y publicado en Novarum Stirpium Decades 27. 1839. La especie tipo es: Tribonanthes australis Endl.

## Especies aceptadas
A continuación se brinda un listado de las especies del género Tribonanthes aceptadas hasta mayo de 2014, ordenadas alfabéticamente. Para cada una se indica el nombre binomial seguido del autor, abreviado según las convenciones y usos. 
- Tribonanthes australis Endl., Nov. Stirp. Dec.: 27 (1839).
- Tribonanthes brachypetala Lindl., Sketch Veg. Swan R.: 44 (1839).
- Tribonanthes longipetala Lindl., Sketch Veg. Swan R.: 44 (1839).
- Tribonanthes minor M.Lyons & Keighery, Nuytsia 16: 78 (2006).
- Tribonanthes purpurea T.D.Macfarl. & Hopper, in Fl. Australia 45: 465 (1987).
- Tribonanthes violacea Endl. in J.G.C.Lehmann, Pl. Preiss. 2: 28 (1846).